# Пикуленко, Александр Александрович
Александр Александрович Пикуленко (род. 16 ноября 1951) — российский журналист, корреспондент, эксперт, автомобильный обозреватель радиостанции «Эхо Москвы», автор автомобильных программ «Проезжая часть» и «Гараж».

## Биография
- 1969—1977, АЗЛК. Отдел Главного конструктора. Лаборатория спортивных испытаний, Водитель-испытатель
- 1977—1985, Автобаза треста «Центроэнергомонтаж» водитель
- 1985—1988, Работа в Финляндии командировка от ЦЭМ, водитель-механик
- 1989—1991, АПН, Заместитель директора
- 1992—1995, «Авто&Шоу», Совместное производство АПН и ТК ВИD, 30 мин. Еженедельно, 1 канал Останкино по пятницам в 23.50, Эксперт
- 1993—1994, Гонки на выживание, 45 мин. Еженедельно, Канал 2х2, Корреспондент
- 1994—1995, Автомобильное обозрение, 10 мин. Два раза в неделю по вторникам и пятницам в 10.20, ТК Деловая Россия на РТР , Редактор
- 1995, Полный вперед, программа о полном приводе и полноценной жизни, 30 мин. Еженедельно. Телеэкспо, Эксперт
- 1996, Шестая передача, программа о Формуле-1 и автоспорте, 30 мин. Еженедельно, ТВ-6, Эксперт
- 1995—1997, Журнал «Автопилот», «Коммерсант», Корреспондент
- 1997- по н.в., Газета «Московский комсомолец», Корреспондент
- 1997—1998, Журнал «Мотор», Корреспондент
- 1998—1999, Журнал «Проект Гараж», Эксперт
- 1996—1997, Автомагия, 15 мин. четыре раза в неделю, Русское Радио, Консультант
- 1998—1999, Проект Гараж, 15 мин
- четыре раза в неделю, Авторадио, Эксперт
- 1998 по н.в., Журнал «Автомир», Корреспондент
- 1999 по н.в., Гараж, 10 мин два раза в неделю, Эхо Москвы, Автор
- 1999 по н.в., Парковка, 45 мин. Прямой эфир, еженедельно, Эхо Москвы, Ведущий
- 1999 по н.в., Проезжая часть, Общий хронометраж 22 мин ежедневно, Эхо Москвы, Автор и ведущий
- 2014 создал вместе с Сергеем Асланяном и Алексеем Буряком принял участие в создании автомобильного экспертного онлайн сервиса AMSRUS

В 1995 году на первом конкурсе ТЭФИ программа «АвтоШоу» была номинирована в разделе «Спортивная программа».
В 2000 году в издательстве «Самовар» начат выпуск серии (из семи книг) про автомобили. Уже вышли в свет издания: «Автоазбука», «30 лет Чемпионату мира по ралли», «50 лет Формуле-1».
На конкурсе «Автомобильный журналист 2000 года» в номинации «Автомобильный радиожурналист» Александр Пикуленко занял Первое место.

## Интересные факты
По воспоминаниям протоиерея Михаила Ардова, Александр Пикуленко известен своей знаменитой шуткой после скандального ухода с поста мэра Москвы Юрия Лужкова — «Прощай, Властелин колец!». Так он наименовал бывшего московского мэра, который прославился, в частности, и тем, что опоясал весь город «третьим кольцом», реконструировал «кольцевую автодорогу» и начал строительство «кольца четвёртого».